# 八炯
八炯 (はちけい、ハチケイ、中国語: 八炯、1994年11月7日-） 本名は温子渝、かつての名前は林子渝。台湾出身のYouTuberであり、花蓮県新城郷出身のタロコ族の台湾原住民である。彼のチャンネル《攝徒日記》の初期コンテンツは、主に花蓮や宜蘭のグルメ、観光、美食を紹介するものであったが、2018年以降は主に中華人民共和国政治の時事問題や台湾の国際関係についての評論を主な内容としている。

## 経歴
温子渝は2013年に国立花蓮高等商業学校資料処理科を卒業し、中州科技大学の映像コミュニケーション学科に入学した。2017年7月、大学を代表して中国大陸の上海と蘇州を訪れ、蘇州大学伝媒学院が主催する「第3回国際大学生新メディアオリジナル作品コンテスト」に参加。同大学の他の7名の学生と制作した映像作品《奪命交鋒》で動画部門の三等賞を受賞。この作品は《奪命直播》とも呼ばれ、温子渝は監督、編集、色調調整、音楽制作など複数の役割を担い、法務部調査員「林国輝」という役を演じた。
この制作チーム「Free Style」は、後に運営したFacebookページやYouTubeチャンネル「導演是流氓」を運営しており、これが後のYouTubeチャンネル「攝徒日記Fun TV」および関連Facebookページの前身となった。
温子渝はYouTubeチャンネルで親中派の芸能人を批判し、小粉紅（中国のネット愛国者）とライブで討論を行ったことで知られる。2021年の台湾での100大影響力ネット配信者ランキングで第69位、投票で第4位に選ばれた。
2024年12月6日、創作歌手の陳柏源と共同制作した動画『中国統戦ドキュメンタリー』を公開。この作品では、中華人民共和国と中国共産党が特定のネット配信者を「買収」し、台湾人に対する統戦活動を行い、台湾の自由民主制度および民主進歩党政府を攻撃する手法を暴露した。陳柏源は、この問題の核心は「政治制度、つまり民主主義と専制主義の違い」にあると述べた。 
館長は八炯を「脚本家」と批判し、八炯が習近平の妻について饒舌に語る様子を指摘した。観客たちは彼がどのようにこれらの内幕情報を知ったのかについて全く疑わず、八炯の発言を容易には信じられないと述べた。八炯はフェイスブックで館長に応答し、(館長がアメリカ、日本、韓国に行ったことがなく、アメリカ議会や議員との会議にも参加したことがないことを皮肉り、館長は専門用語である「中南海聽床師」を使用すべきだと述べた。また、自分は「国際問題」に取り組む視野を持っていると主張した。 